# Буншафт, Гордон
Го́рдон Бунша́фт (Банша́фт, англ. Gordon Bunshaft; 9 мая 1909[…], Буффало, Нью-Йорк — 6 августа 1990[…], Нью-Йорк, Нью-Йорк) — американский архитектор еврейского происхождения.

## Биография
Родился в семье эмигрантов из России Давида и Йетты Буншафт. Учился в Лафайетовской высшей школе в Буффало, где его талант был замечен учительницей рисования (впоследствии у неё же учился художник Фрэнк Фрис). Высшее образование Буншафт получил в Массачусетском технологическом институте. Проработав некоторое время у Раймона Лоуи, архитектор присоединился к фирме «Skidmore, Owings & Merrill», с которой связаны его главные достижения. Как и владельцы бюро, Буншафт восхищался Мисом ван дер Роэ и Ле Корбюзье.
Первой и едва ли не главной постройкой Буншафта, прославившей и фирму, стал Левер-хаус — нью-йоркский офис британской мыловаренной компании братьев Леверов, построенный в 1951—1952 годах на Парк-авеню. Эта 24-этажная «коробка» из стекла и стали оказала большое влияние на архитектуру небоскрёбов.
В 1961 году по проекту Буншафта была построена ещё одна нью-йоркская «коробка» — Уан-Чейз-Манхэттен-Плаза. Двухсотсорокавосьмиметровое здание, созданное по заказу банкира Дэвида Рокфеллера, стало 11-м по высоте в городе и 40-м — в стране.
Среди других работ архитектора — новое помещение галереи Олбрайта и Нокса в родном Буффало (1962), библиотека Бейнеке в Йельском университете (1963), Marine Midland Building (1967) и Солоу-билдинг (1974) на Манхэттене (40-й и 39-й по высоте небоскрёбы в Нью-Йорке), библиотека и музей Линдона Джонсона в Национальном управлении архивов и документации (1971), музей Хиршхорна в Вашингтоне (1974).
Последние работы зодчего были связаны с Джиддой — он построил в ней здание Национального коммерческого банка, а также вместе с Фазлуром Ханом — терминал Хадж, в Международном аэропорту короля Абдель-Азиза.
Говорят, что Буншафта иногда упрекали в том, что значительную долю из его наследия занимают блестящие призмы, на что он отвечал: «Я намереваюсь продолжать до тех пор, пока не построю такую, какая меня полностью удовлетворит».